# Joachim Clemens
Joachim Clemens (* 6. Oktober 1931 in Braunschweig; † 22. Juni 2018 ebenda) war ein deutscher Jurist und Politiker (CDU). Er war von 1980 bis 1994 Abgeordneter im Deutschen Bundestag.

## Leben
Joachim Clemens machte 1952 sein Abitur, studierte ab demselben Jahr Rechts- und Staatswissenschaften an der Universität Göttingen und legte 1956 das Erste und 1960 das Zweite juristische Staatsexamen ab. Von 1961 bis 1980 war er Verbandsgeschäftsführer im Allgemeinen Arbeitgeberverband Braunschweig e. V. Ab 1974 arbeitete Clemens als Rechtsanwalt, bis 1984 war er Kommanditist der Firma Clemens & Vogl GmbH & Co. KG in Braunschweig, ab 1986 Notar, ebenfalls in seiner Heimatstadt Braunschweig.

## Politische Laufbahn
Clemens trat 1967 der CDU bei und war von 1968 bis 1980 im Rat der Stadt Braunschweig, wo er von 1969 bis 1980 auch Vorsitzender der CDU-Fraktion war. Von 1975 bis 1980 war er Mitglied im Bundesvorstand der Kommunalpolitischen Vereinigung der CDU/CSU, von 1977 bis 1983 im Bundesfachausschuss für Sport der CDU. Von 1977 bis 1990 war Clemens stellvertretender Vorsitzender des CDU-Landesverbandes Braunschweig. Von 1981 bis 1987 war er Vorsitzender der CDU-Mittelstandsvereinigung. Von 1990 war er bis 1992 Vorsitzender seines Kreisverbandes in Braunschweig.
Clemens wurde 1980 über die Landesliste Niedersachsen als Abgeordneter in den Bundestag gewählt. In seiner ersten Wahlperiode war er zunächst Mitglied im Rechtsausschuss und bis 1994 noch stellvertretendes Mitglied. Von Oktober 1982 bis 1983 war er stellvertretendes Mitglied im Innenausschuss. Ab 1983 – bei der Bundestagswahl zog er durch ein Direktmandat des Wahlkreises 45 (Braunschweig) in den Bundestag ein – war er ordentliches Mitglied im Innenausschuss, was er auch bis 1994 blieb. Ebenfalls war er in seiner ersten Wahlperiode bis 1983 stellvertretendes und anschließend bis 1994 durchgängig ordentliches Mitglied im Sportausschuss. Bei den Bundestagswahlen 1987 und 1990 wurde Clemens ebenfalls direkt im Wahlkreis 45 in den Bundestag gewählt, aus dem er 1994 schließlich ausschied.
1981 wurde Clemens, der auch als Basketballspieler für Eintracht Braunschweig aktiv gewesen war, die Sportmedaille der Stadt Braunschweig verliehen.